# Samuel Okwaraji
Samuel Sochukwuma Okwaraji (ur. 19 maja 1964 w Orlu, zm. 12 sierpnia 1989 w Surulere) był zawodowym piłkarzem, który grał na co dzień w reprezentacji Nigerii. Był także prawnikiem, studiował prawo międzynarodowe na Uniwersytecie w Rzymie. Zmarł wskutek zastoinowej niewydolności serca w 77 minucie meczu kwalifikacji do Mistrzostw Świata 1990 z Angolą na Stadionie Narodowym w Surulere, w dniu 12 sierpnia 1989 roku.
Okwaraji ma za sobą również występy w europejskich klubach, takich jak Dinamo Zagrzeb, VfB Stuttgart, Austria Klagenfurt i SSV Ulm 1846. Jedynym jego oficjalnym spotkaniem w barwach Dinama był występ w Jugosłowiańskiej Pierwszej Lidze, gdy grał jako zmiennik w meczu przeciwko Prisztinie FK. Mecz został rozegrany na stadionie Maksimir w Zagrzebiu, w ramach 29 kolejki sezonu 1985/86. Dinamo Zagrzeb wygrał 4:3.
W reprezentacji Nigerii występował w latach 1988-1989 i rozegrał w niej 7 meczów, w których strzelił 1 gola. Zdobył jedną z najszybszych bramek w historii Pucharu Narodów Afryki (2 minuta meczu z Kamerunem). Wraz z Nigerią doszedł do finału Pucharu Narodów Afryki 1988, w którym ostatecznie przegrał z Kamerunem 0:1.